# Championnat d'Angleterre de football de deuxième division 1893-1894
Navigation
Édition précédente Édition suivante
La saison 1893-1894 est la deuxième saison du championnat d'Angleterre de football de deuxième division. La compétition commence le 2 septembre 1893 et s'achève le 28 avril 1894 avec les test matches.
Le Liverpool FC remporte la compétition en étant invaincu, le club gagne également le test match et est promu en première division. Le vice-champion, Small Heath remporte également son test match et accompagne Liverpool en première division, le troisième Notts County échouera contre Preston North End et reste en deuxième division. Le meilleur buteur est Frank Mobley avec 23 buts pour Small Heath.

## Compétition
La victoire est à deux points, un match nul vaut un point.

### Classement
| Rang | Équipe                     | Pts | J  | G  | N | P  | Bp  | Bc | Diff |
| ---- | -------------------------- | --- | -- | -- | - | -- | --- | -- | ---- |
| 1    | Liverpool FC P             | 50  | 28 | 22 | 6 | 0  | 77  | 18 | +59  |
| 2    | Small Heath                | 42  | 28 | 21 | 0 | 7  | 103 | 44 | +59  |
| 3    | Notts County R             | 39  | 28 | 18 | 3 | 17 | 70  | 31 | +39  |
| 4    | Newcastle United P         | 36  | 28 | 15 | 6 | 7  | 66  | 39 | +27  |
| 5    | Grimsby Town               | 32  | 28 | 15 | 2 | 11 | 71  | 58 | +13  |
| 6    | Burton Swifts              | 31  | 28 | 14 | 3 | 11 | 79  | 61 | +18  |
| 7    | Burslem Port Vale          | 30  | 28 | 13 | 4 | 11 | 66  | 64 | +2   |
| 8    | Lincoln City               | 28  | 28 | 11 | 6 | 11 | 59  | 58 | +1   |
| 9    | Woolwich Arsenal P         | 28  | 28 | 12 | 4 | 12 | 52  | 55 | -3   |
| 10   | Walsall Town Swifts        | 23  | 28 | 10 | 3 | 15 | 51  | 61 | -10  |
| 11   | Middlesbrough Ironopolis P | 20  | 28 | 18 | 4 | 16 | 37  | 72 | -35  |
| 12   | Crewe Alexandra            | 19  | 28 | 6  | 7 | 15 | 42  | 73 | -31  |
| 13   | Manchester City            | 18  | 28 | 8  | 2 | 18 | 47  | 71 | -24  |
| 14   | Rotherham Town P           | 15  | 28 | 6  | 3 | 19 | 44  | 91 | -47  |
| 15   | Northwich Victoria         | 9   | 28 | 3  | 3 | 22 | 30  | 98 | -68  |

|  | Vainqueur de la deuxième division et matchs de barrage pour l'accession |
|  | Qualifié pour les matchs de barrage pour l'accession                    |
|  | Retrait de la compétition ou relégation                                 |

- Middlesbrough Ironopolis cesse son activité et Northwich Victoria se retire de la deuxième division.

### Test matches
Les trois derniers de la première division affrontent les trois premiers de la deuxième division. Si le club de première division remporte la confrontation il restera pour la saison 1894-1895 dans l'élite. Si le club de deuxième division remporte la confrontation, il pourra alors poser candidature pour participer à la première division. La promotion n'est donc pas obligatoire en cas de victoire.
Les matchs se jouent sur terrain neutre sans prolongation ni tirs au but. En cas de match nul, le match est rejoué.
| Date          | Club D1           | Résultats | Club D2      |
| 28 avril 1894 | Preston North End | 4:0       | Notts County |
| 28 avril 1894 | Darwen FC         | 1:3       | Small Heath  |
| 28 avril 1894 | Newton Heath      | 0:2       | Liverpool FC |

Liverpool et Small Heath gagnent leur match et seront admis en première division.